# Općinska A nogometna liga Ludbreg 1984./85.
"Općinska A nogometna liga Ludbreg" za sezonu 1984./85. je bila prvi stupanj općinske lige ONS Ludbreg, te liga šestog stupnja nogometnog prvenstva Jugoslavije. 
 
Sudjelovalo je 12 klubova, a prvak je bila "Sloga" iz Slokovca.  

## Ljestvica
| mj. | klub                          | ut. | pob. | ner. | por. | gol+ | gol- | bod    |
| --- | ----------------------------- | --- | ---- | ---- | ---- | ---- | ---- | ------ |
| 1.  | Sloga Slokovec                | 22  | 18   | 3    | 1    | 127  | 44   | 39     |
| 2.  | Dinamo Apatija                | 22  | 13   | 4    | 5    | 57   | 42   | 30     |
| 3.  | Dinamo Vrbanovec              | 22  | 11   | 5    | 6    | 59   | 38   | 27     |
| 4.  | Karlovec (Karlovec Ludbreški) | 22  | 11   | 3    | 8    | 54   | 43   | 25     |
| 5.  | Omladinac Madaraševac         | 22  | 9    | 2    | 11   | 50   | 55   | 20     |
| 6.  | Polet Martijanec              | 22  | 8    | 4    | 10   | 47   | 69   | 20     |
| 7.  | Plitvica Selnik               | 22  | 7    | 6    | 9    | 41   | 63   | 20     |
| 8.  | Mladost Sveti Petar           | 22  | 8    | 3    | 11   | 51   | 49   | 19     |
| 9.  | Podravka Struga               | 22  | 8    | 3    | 11   | 51   | 67   | 19     |
| 10. | Podgora Bolfan                | 22  | 8    | 1    | 13   | 54   | 55   | 17     |
| 11. | Gora Globočec Ludbreški       | 22  | 5    | 7    | 10   | 52   | 71   | 17     |
| 12. | Radnički Hrženica             | 22  | 4    | 3    | 15   | 37   | 83   | 7 (-4) |

## Rezultatska križaljka
| kratica | klub                          | DINA | DINV | GORA | KAR | MLA | OML | PLI | PODG | PODR | POL | RAD | SLO |
| --- | ----------------------------- | ---- | ---- | ---- | --- | --- | --- | --- | ---- | ---- | --- | --- | --- |
| DINA | Dinamo Apatija                |      |      |      |     |     |     |     |      |      |     |     |     |
| DINV | Dinamo Vrbanovec              |      |      |      |     |     |     |     |      |      |     |     |     |
| GORA | Gora Globočec Ludbreški       |      |      |      |     |     |     |     |      |      |     |     |     |
| KAR | Karlovec (Karlovec Ludbreški) |      |      |      |     |     |     |     |      |      |     |     |     |
| MLA | Mladost Sveti Petar           |      |      |      |     |     |     |     |      |      |     |     |     |
| OML | Omladinac Madaraševac         |      |      |      |     |     |     |     |      |      |     |     |     |
| PLI | Plitvica Selnik               |      |      |      |     |     |     |     |      |      |     |     |     |
| PODG | Podgora Bolfan                |      |      |      |     |     |     |     |      |      |     |     |     |
| PODR | Podravka Struga               |      |      |      |     |     |     |     |      |      |     |     |     |
| POL | Polet Martijanec              |      |      |      |     |     |     |     |      |      |     |     |     |
| RAD | Radnički Hrženica             |      |      |      |     |     |     |     |      |      |     |     |     |
| SLO | Sloga Slokovec                |      |      |      |     |     |     |     |      |      |     |     |     |
| |                               |      |      |      |     |     |     |     |      |      |     |     |     |
| podebljan rezultat - utakmice od 1. do 11. kola (1. utakmica između klubova) rezultat normalne debljine - utakmice od 12. do 22. kola (2. utakmica između klubova) rezultat nakošen - nije vidljiv redoslijed odigravanja međusobnih utakmica iz dostupnih izvora rezultat smanjen * - iz dostupnih izvora nije uočljiv domaćin susreta prekrižen rezultat - poništena ili brisana utakmica p - utakmica prekinuta 3:0 p.f. / 0:3 p.f. - rezultat 3:0 bez borbe |                               |      |      |      |     |     |     |     |      |      |     |     |     |

 Izvori: